# Naspers

Naspers — глобальна південноафриканська компанія зі штаб-квартирою у м. Кейптаун. Її діяльність поширюється на електронну комерцію (сайти інтернет-оголошень, сервіси порівняння цін, інтернет-магазини, онлайн-платежі тощо), телебачення (супутникове, наземне цифрове) та друковані ЗМІ.
Naspers заснована у 1915 році, її акції котируються на фондовій біржі у Йоганнесбургу.

## Активи
Станом на 2011 рік, Naspers володів у Європі такими інтернет-ресурсами як OLX, Allegro, Ricardo, Godu-Godu, Nimbuzz. Йому також належало 29 % у групі Mail.ru.

## Фінансові показники
Доходи Naspers у першому півріччі 2011 фінансового року виросли на 25,8 % — до $ 2,145 млрд, EBITDA — на 31,5 %, до $538 млн.

## Naspers в Україні
За даними журналу «Кореспондент», медіахолдинг Naspers є найбільшим гравцем на ринку безкоштовних онлайн-оголошень в Україні. Компанії належить найбільший в Україні сервіс безкоштовних оголошень Slando (з вересня 2014 — OLX). Крім того, компанія володіла аукціоном Aukro.ua (до його закриття) та часткою сервісу ria.com.
До листопада 2018 до активів Naspers в Україні також належали компанія EVO (Prom.ua, Zakupki.Prom.ua, bigl.ua, Kabanchik.ua, shafa.ua, Crafta.ua).